# ヒーリング・ゲーム
『ヒーリング・ゲーム』（原題：The Healing Game）は、北アイルランドのミュージシャン、ヴァン・モリソンが1997年に発表した26作目のスタジオ・アルバム。

## 背景
モリソンは『Q』誌1997年4月号のインタビューで、タイトル曲の歌詞のテーマについて「私は、今では失われてしまった口承の伝統というものがあると考えている。"The Healing Game"は、人々が街角で歌っていた時代についての曲なのさ」と説明している。この曲は、本作のヴァージョンとは別にジョン・リー・フッカーとの共演ヴァージョンも録音されており、フッカー名義のアルバム『ドント・ルック・バック』（1997年）に収録されたヴァージョンには、モリソンがプロデュース、ボーカル、ギターで参加している。
「パイパー・アット・ザ・ゲイツ・オブ・ドーン」には、チーフタンズのパディ・モローニがフィーチャリング・ゲストとして参加した。シングル「ラフ・ゴッド・ゴーズ・ライディング」には、アルバム未収録曲「アット・ジ・エンド・オブ・ザ・デイ」がカップリング曲として収録され、この曲は本作の2008年リマスターCDにボーナス・トラックとして追加された。

## 反響・評価
ニュージーランドのアルバム・チャートでは14週連続でトップ40入りし、うち2週にわたって6位を記録した。全英アルバムチャートでは8週トップ100入りして最高10位を記録し、自身7作目の全英トップ10アルバムとなった。また、本作からのシングル「ヒーリング・ゲーム」は全英シングルチャートで46位を記録。アメリカのBillboard 200では32位に達し、『デイズ・ライク・ディス』（1995年）以来の全米トップ40アルバムとなった。
William Ruhlmannはオールミュージックにおいて5点満点中3点を付け「モリソンは、『トゥー・ロング・イン・イグザイル』や『デイズ・ライク・ディス』といった近年のオリジナル・アルバムでも時折表現されていた苦味と、折り合いを付けたかったように見える」と評している。一方、グリール・マーカスの著書『When That Rough God Goes Riding』では、1980年より続いてきたスランプから脱却した作品と位置付けられている。

## 収録曲
全曲ともヴァン・モリソン作。
1. ラフ・ゴッド・ゴーズ・ライディング - "Rough God Goes Riding" – 6:19
2. ファイア・イン・ザ・ベリー - "Fire in the Belly" – 6:34
3. ディス・ウェイト - "This Weight" – 4:37
4. ウェイティング・ゲーム - "Waiting Game" – 5:56
5. パイパー・アット・ザ・ゲイツ・オブ・ドーン - "Piper at the Gates of Dawn" – 3:53
6. バーニング・グラウンド - "Burning Ground" – 5:38
7. イット・ワンス・ワズ・マイ・ライフ - "It Once Was My Life" – 5:10
8. サムタイムズ・ウィ・クライ - "Sometimes We Cry" – 5:14
9. イフ・ユー・ラヴ・ミー - "If You Love Me" – 5:01
10. ヒーリング・ゲーム - "The Healing Game" – 5:16

### 2008年リマスターCDボーナス・トラック
1. アット・ジ・エンド・オブ・ザ・デイ - "At the End of the Day"

## 参加ミュージシャン
- ヴァン・モリソン - ボーカル、アコースティック・ギター、ハーモニカ、ラップ
- ジョージィ・フェイム - ハモンドオルガン(on #2, #3, #7, #8, #10)、バッキング・ボーカル(on #2, #3, #7, #8, #10)
- ロビン・アスプランド - ピアノ(on #1, #2, #3, #4, #7, #8, #9, #10)
- フィル・コウルター - ピアノ(on #5)
- ロニー・ジョンソン - ギター
- ピーター・オハンロン - ドブロ・ギター(on #5)
- アレク・ダンクワース - ダブル・ベース(on #1, #2, #3, #4, #6, #7, #8, , #9, #10)
- ニッキー・スコット - エレクトリックベース(on #2, #3, #7, #8, #10)
- ジェフ・ダン - ドラムス、パーカッション
- ラルフ・サルミンズ - パーカッション(on #2, #3, #7, #8)、ドラムス(on #10)
- ピー・ウィー・エリス - ソプラノ・サクソフォーン(on #2, #3, #8)、バリトン・サクソフォーン(on #1, #3, #4, #6, #7, #9, #10)、ラップ(on #7)、ホーン・アレンジ(on #1, #3, #4, #6, #7, #8, #9)
- レオ・グリーン - テナー・サクソフォーン(on #1, #2, #3, #4, #6, #7, #8, #9, #10)、バッキング・ボーカル(on #7, #10)、ホーン・アレンジ(on #1, #2, #3, #6, #7, #9, #10)
- マット・ホーランド - トランペット(on #2, #3, #7, #8, #10)、バッキング・ボーカル(on #7, #10)、ホーン・アレンジ(on #2, #3, #7, #10)
- Haji Akbar - フリューゲルホルン(#2, #3, #7, #8, #10)
- パディ・モローニ - イリアン・パイプス(on #5)
- ブライアン・ケネディ - バッキング・ボーカル、ラップ
- ケイティ・キスーン - バッキング・ボーカル(on #1, #4, #6, #9)